# Budy (podobóz KL Auschwitz)
Budy (niem. Wirtschaftshof Budy) – niemiecki nazistowski podobóz Auschwitz-Birkenau, zlokalizowany w Budach i Borze, od 1954 w granicach Brzeszcz.

## Historia

### Wirtschaftshof Budy Männerlager (pol.obóz dla mężczyzn)
Już w 1941 r. na terenie gospodarstwa w Budach pracowały męskie komanda dochodzące codziennie z Auschwitz I (ok. 5 km w jedną stronę). Ponieważ przejście zabierało zbyt wiele czasu, w kwietniu 1942 r. utworzono podobóz, do którego przeniesiono 40 więźniów. Na przełomie lat 1942 i 1943 podobóz rozbudowano do kilkunastu baraków przeznaczonych na: stodoły, stajnie, obory, warsztaty i magazyny oraz na pomieszczenia mieszkalne dla więźniów. Poza ogrodzeniem wybudowano baraki dla esesmanów, a także spichlerz, chlewnie i klatki na króliki. Ogrodzenie wykonane było z drutu kolczastego rozpiętego na betonowych słupach. Funkcję Lagerführera pełnił SS‑Oberscharführer Hermann Ettinger, a następnie SS‑Unterscharführer Bernhard Glaue. W podobozie początkowo przebywali tylko Polacy, później również m.in. Żydzi polscy, czescy, greccy oraz Rosjanie i Niemcy. Na początku 1944 r. liczył on 500 więźniów, którzy wykonywali prace związane z uprawą roli oraz hodowlą świń, bydła, koni i owiec. Do ostatniego apelu, 17 stycznia 1945 r., stanęło 313 więźniów, którzy następnego dnia zostali ewakuowani z podobozu. 

### Wirtschaftshof Budy Strafkompanie (pol.kompania karna)
Powodem powołania karnej kompanii w Budach była ucieczka dwóch polskich więźniarek, w tym Janiny Nowak (nr 7615) w dniu 24 czerwca 1942 r., kiedy część żeńskiego komanda zbierała siano. Około 200 więźniarek komendy zewnętrznej przywieziono do obozu Auschwitz-Birkenau i poddano „ćwiczeniom”. Następnego dnia wszystkie kobiety z dowództwa zewnętrznego zostały za karę ogolone i przeniesione do karnej kompanii. Mieściła się w budynku dawnej szkoły w Budach. W sumie przez karną kompanię przeszło około 400 więźniarek. Więźniarki mogły być kierowane do karnej kompanii za najdrobniejsze wykroczenia. W nocy z 5 na 6 października 1942 roku doszło do masakry francuskich więźniarek. Podczas masakry zginęło ogółem około 90 z nich. Kobiety zabijano pałkami, siekierami, niektórym odcinano głowy, wiele zginęło od wyrzucenia przez okno z pierwszego piętra, a kilka zginęło, ratując się ucieczką przed masakrą. 6 października 1942 r. funkcjonariusze służby rozpoznawczej wszczęli śledztwo. W tym czasie sanitariusze SS uśmiercali rannych więźniów wstrzykując im zastrzyk fenolu.

### Wirtschaftshof Budy Frauenlager (pol.obóz dla kobiet)
Wczesną wiosną 1943 r., w budynkach zajmowanych wcześniej przez kobiecą karną kompanię, powstał podobóz dla więźniarek. Zostały osadzone w nim Polki, Żydówki, Rosjanki, Ukrainki, Czeszki, Jugosłowianki, natomiast funkcje kapo pełniły Niemki. Ich liczba w 1943 r. dochodziła do 600. Kierowniczkami podobozu były kolejno nadzorczynie SS Elfriede Runge, Elisabeth Hasse i Johanna Bormann. W drugiej połowie 1944 r. podobóz żeński powiększono; w pobliżu podobozu męskiego wybudowano kilka drewnianych baraków, które otoczono ogrodzeniem z drutu kolczastego. Więźniarki podzielone były na kilka komand, które zatrudniono przy pracach polowych i leśnych, w szkółce drzewek leśnych i owocowych, przy drenowaniu pól, oczyszczaniu i pogłębianiu stawów, wycinaniu wikliny, budowie wału nad Wisłą i naprawie dróg. Charakter wykonywanych prac oraz towarzyszące im warunki, dyktowały pory roku. W okresie zimy czy w trakcie wzmożonych opadów jesiennych praca niezmiennie była wykonywana na dworze od rana do wieczora. Wyjątkowo makabrycznym zajęciem było kompostowanie z  wykorzystaniem popiołów ludzkich. Więźniowie przesypywali nimi kolejne warstwy kopca kompostowego. Warunki bytowe były zbliżone do pozostałych podobozów KL Auschwitz. Podstawowy posiłek stanowiła zupa z pokrzyw, żyta i karpieli oraz chleb. Więźniarki były ubrane w pasiaki, białe chustki i czarne fartuchy. W celu zachowania higieny przynajmniej raz w miesiącu prowadzono odwszawianie. W czasie dezynfekcji, niezależnie od pory roku, kobiety były zmuszone stać nago na dworze nawet przez kilka godzin, a zwracana im odzież była nadal mokra. Obóz ewakuowano jesienią 1944 r., więźniarki przewieziono na teren Niemiec do fabryk amunicji.

## Upamiętnienie

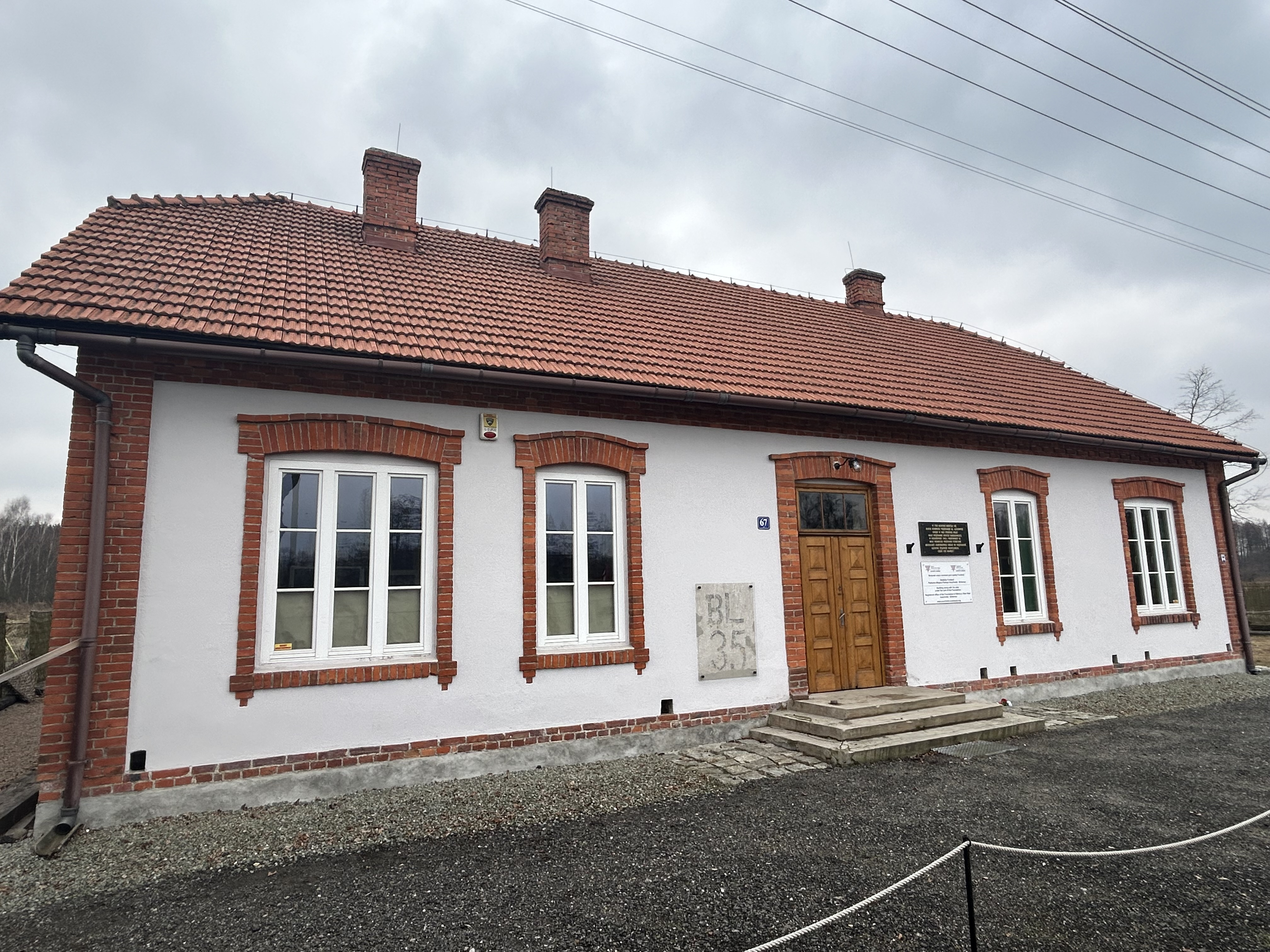
Budynek byłej szkoły, w którym doszło do masakry - stan na rok 2025

Zachował się tylko jeden budynek podobozu (karnej kompanii kobiet). Zburzone zostały kuchnia i drewniany barak, zaś budynek byłej szkoły, w którym rozpoczęła się masakra, został zaadaptowany na przedszkole. Budynek zmienił swoją funkcję po 2014 roku, kiedy to został przekazany Fundacji Pobliskie Miejsca Pamięci Auschwitz-Birkenau. Fundacja prowadzi w budynku działalność ekspozycyjną i edukacyjną. 
Na budynku oraz przed nim umieszczono tablice upamiętniające zarówno podobóz, karną kompanię, jak i samą masakrę.